# Anguilla obscura
Anguille sombre, Anguille de vase
Espèce
Statut de conservation UICN

 DD  : Données insuffisantes
Anguilla obscura, l’Anguille sombre ou l’Anguille de vase, en anglais Pacific shortfinned eel (anguille du Pacifique à petite queue), est une espèce de poissons anguilliforme de la famille des Anguillidae que l'on retrouve en Océanie. C'est une espèce peu étudiée et encore mal connue.

## Répartition
L'anguille sombre est présente sur une zone allant de l'Australie jusqu'aux îles de la Société, en passant par la Nouvelle-Guinée occidentale, la Nouvelle-Calédonie, Fidji, le Vanuatu, Wallis-et-Futuna et les îles Cook. En 1957, un spécimen a été observé dans la rivière Mgqakwebe en Afrique du Sud.

## Caractéristiques

### Apparence et taille
L'anguille sombre est proche de l'anguille d'Australie et de l'anguille bicolore, mais s'en distingue par le nombre de vertèbres. Les civelles sont transparentes et mesurent en moyenne 50 millimètres de long ; à l'âge adulte, elle est d'apparence foncée. La plus grande anguille sombre (126 cm) a été observée dans le lac Letas au Vanuatu. La taille moyenne de cette espèce est de 60 cm.

### Reproduction
Le lieu de reproduction de ces anguilles est méconnu mais une étude de 1991 estime qu'il est situé au nord de Tahiti, sans doute à l'est des îles Marquises ; elles voyagent ensuite vers l'ouest du Pacifique en empruntant le courant équatorial sud.

### Habitat
L'anguille sombre habite principalement dans des rivières, lacs et lagons avant de rejoindre l'océan Pacifique pour se reproduire. Elle est décrite comme « lourde [et] peu mobile » et à Tahiti, elle « se cantonne dans les eaux douces et dormantes du littoral ».
Elle cohabite avec d'autres espèces sur la même zone en Océanie, mais ces espèces se répartissent en fonction de la profondeur : dans les rivières, Anguilla megastoma occupe les eaux de surface, la grande anguille marbrée le milieu tandis que l'anguille sombre réside dans fond. 
Certaines anguilles migrent dans des lacs à l'état de civelles et ne peuvent plus en sortir ensuite. C'est le cas par exemple à Tahiti dans le lac Vaihiria. « Comme ces anguilles sont prisonnières, elles ne migrent pas et il est probable que chaque année la formation des gonades soit suivie d'une régression ».
À Wallis-et-Futuna, les jeunes civelles rejoignent le lac Lalolalo depuis le littoral en parcourant des failles dans la roche. Elles vivent ensuite dans le lac jusqu'à l'âge adulte, ne pouvant plus en sortir. Dans la religion wallisienne traditionnelle, ces grandes anguilles étaient associées à des divinités et étaient nourries par la population.
Une situation similaire se retrouve dans le lac Te Rotonui sur l'île de Mitiaro dans les îles Cook, où les anguilles arrivent à travers des connexions souterraines depuis l'océan Pacifique.
En milieu océanique, les anguilles sombres vivent à plusieurs centaines de mètres de profondeur, notamment pour éviter d'être vues par leurs prédateurs comme le thon obèse, l'espadon ou les requins. La plupart des autres espèces d'anguilles du Pacifique (Anguilla marmorata et Anguilla megastoma) sont même sensibles aux cycles de la Lune : la pleine lune éclaire en effet davantage les eaux, et ces anguilles plongent plus profondément. Ces anguilles doivent néanmoins remonter plus haut, dans des eaux plus chaudes, pour assurer un métabolisme correct.

### Régime alimentaire
Les civelles de l'anguille sombre se nourrissent de larves de crevettes Macrobrachium. Les spécimens adultes se nourrissent de poissons (comme le tilapia Oreochromis mossambicus''), crustacés et mollusques ainsi que des larves d'insectes aquatiques (diptères, lépidoptères). 

## Systématique
Le nom valide complet (avec auteur) de ce taxon est Anguilla obscura Günther, 1872.
Ce taxon porte en français les noms vernaculaires ou normalisés suivants : Anguille Sombre, Anguille de Vase.

## Publication originale
- (en) Albert Günther, « Report on several collections of fishes recently obtained for the British Museum », Proceedings of the Zoological Society of London, Londres, vol. 1871, no 3,‎ 1872, p. 652-675 (ISSN 0370-2774, lire en ligne, consulté le 22 octobre 2023).